# 베네수엘라 제3공화국
베네수엘라 제3공화국(스페인어: Tercera República de Venezuela 테르세라 레푸블리카 데 베네수엘라[*])은 베네수엘라 독립전쟁 와중인 1817년 시몬 볼리바르가 재건국을 선언한 국가이다. 제3공화국은 구이아나 전역에서 공화파가 승리하여 앙고스투라에 민주헌정을 재성립하여 시작되었다. 제3공화국은 1819년 앙고스투라 의회가 베네수엘라와 신생 그라나다가 합방하여 그란콜롬비아를 이룩한다고 선포함으로써 종료되었다.

## 같이 보기
- 베네수엘라 제1공화국
- 베네수엘라 제2공화국
- 그란콜롬비아